# Francesco Cocco-Ortu

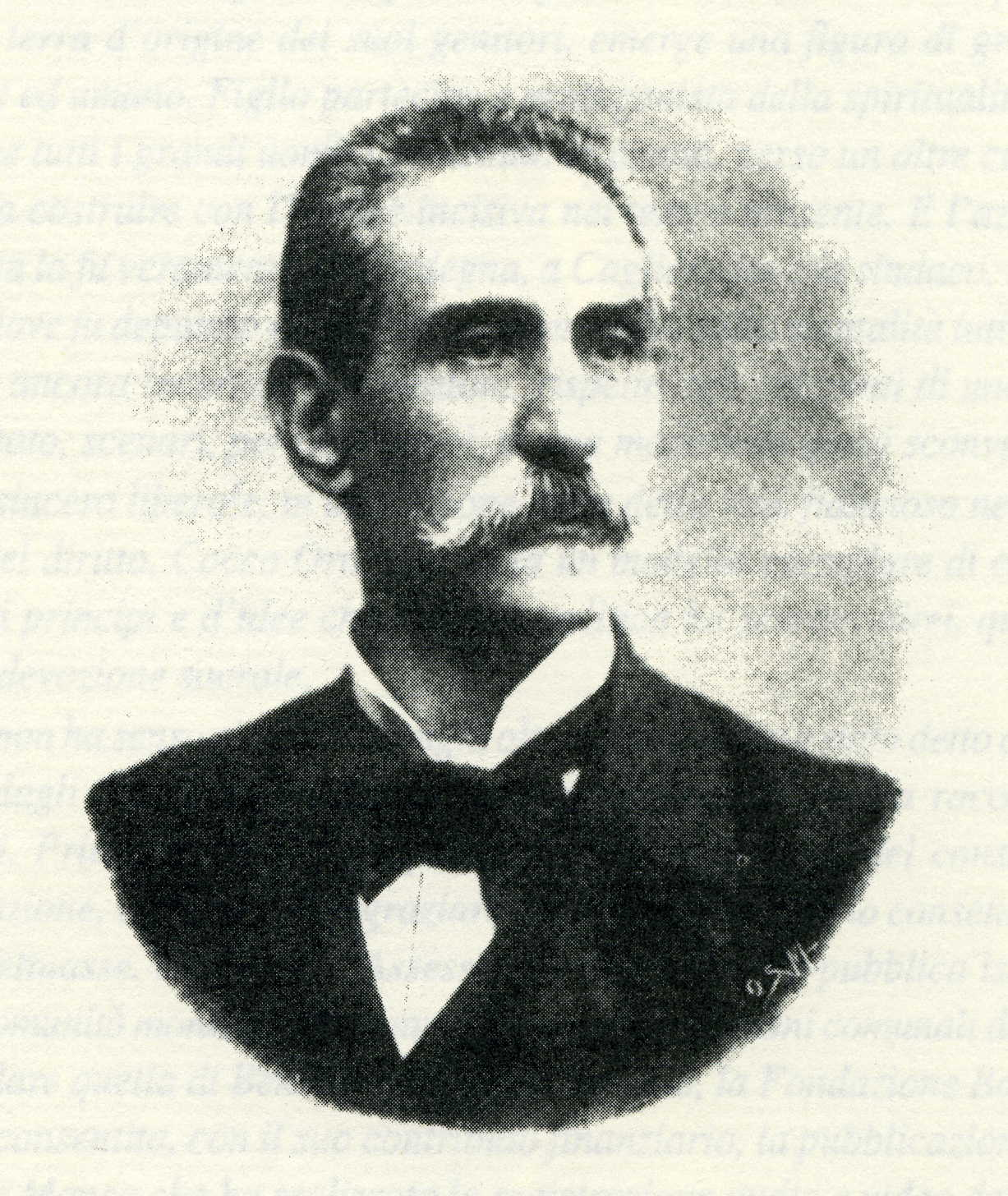
Francesco Cocco-Ortu

Francesco Cocco-Ortu (* 19. Oktober 1842 in Benetutti, Provinz Sassari; † 4. März 1929 in Rom) war ein Politiker im Königreich Italien, der Mitglied der Abgeordnetenkammer (Camera dei deputati) sowie mehrmals Minister war.

## Leben
Francesco Cocco-Ortu absolvierte ein Studium der Rechtswissenschaften und war danach als Rechtsanwalt tätig. Am 20. November 1876 wurde er erstmals Mitglied der Abgeordnetenkammer (Camera dei deputati) und gehörte dieser von der 13. bis zum Ende der 26. Legislaturperiode am 25. Januar 1924 an. Als Nachfolger von Gaetano Orrù wurde er 1882 zum Bürgermeister von Cagliari ernannt und bekleidete dieses Amt bis 1883, woraufhin Saverio Conte zu seinem Nachfolger ernannt wurde. Im Kabinett Crispi I fungierte er zwischen dem 12. Februar 1888 und dem 9. März 1889 sowie im darauf folgenden Kabinett Crispi II vom 9. März 1889 bis zum 6. Februar 1891 als Unterstaatssekretär im Ministerium für Gnadenwesen, Justiz und Religion (Sottosegretario di Ministero di Grazia e Giustizia e dei Culti). In der 17. Legislaturperiode war er vom 27. November 1892 bis zum 23. Juli 1894 Mitglied des Ausschusses für Haushalt und Rechnungsprüfung  (Commissione generale del bilancio e dei conti amministrativi) und gehörte diesem Ausschuss in der 20. Legislaturperiode zwischen dem 10. April und dem 14. Dezember 1897 erneut an.
Im Kabinett Rudinì IV bekleidete Cocco-Ortu vom 14. Dezember 1897 bis zum 1. Juni 1898 als Minister für Landwirtschaft, Industrie und Handel (Ministro dell’Agricoltura, Industria e Commercio). Er fungierte darüber hinaus zwischen dem 15. Februar 1901 und dem 3. November 1903 als Minister für Gnadenwesen, Justiz und Religion (Ministro di Grazia e Giustizia e dei Culti) im Kabinett Zanardelli. Im Kabinett Giolitti III übernahm er am 29. Mai 1906 erneut das Amt als Minister für Landwirtschaft, Industrie und Handel und hatte dieses bis zum 11. Dezember 1909 inne. In dieser Funktion gründete er 1906 die Behörde für Arbeitsinspektion (Corpo degli Ispettori del Lavoro), die zur Überprüfung der Ausbeutung von Arbeitskräften, insbesondere bei Kinderarbeit gegründet wurde.
Nach Ende des Ersten Weltkrieges war er vom 3. Dezember 1919 bis zum 7. April 1921 Mitglied des Ausschusses für Haushalt und Rechnungsprüfung (Giunta generale del bilancio e dei conti consuntivi) sowie zugleich zwischen dem 3. Dezember 1919 und dem 10. Dezember 1923 Mitglied des Innenausschusses (Giunta per il regolamento interno) der Abgeordnetenkammer. Darüber hinaus fungierte er zudem vom 19. März bis zum 7. April 1921 als Vizepräsident des Parlamentarischen Ausschusses zur Untersuchung der Organisation und Funktion der zentralen Verwaltung (Commissione parlamentare d’inchiesta sull’ordinamento ed il funzionamento delle amministrazioni centrali). Nach dem Marsch auf Rom stimmte er am 30. Oktober 1922 gegen die Ernennung von Benito Mussolini zum Ministerpräsidenten. Im November 1924 trat er der antifaschistischen Unione Nazionale von Giovanni Amendola bei.